# La agenda de Virginia
La agenda de Virginia es el primer libro de Alejandra Duque, publicado en 2005, y que debido a su contenido suscitó mucha polémica. Especialmente por el novedoso sistema de promocionar un libro mediante pequeños relatos que precedieron al lanzamiento y que se dieron a conocer previamente a través de un blog.
Alejandra cuenta sus experiencias vividas como prostituta de alto standing, mostrando por primera vez la doble vida de una universitaria española, con un punto de vista insólito, sobre un mundo que hasta ese momento nos era tan desconocido. A lo largo de sus páginas ella revela sin tapujos cómo se introdujo en una de las agencias de prostitución de lujo más prestigiosas del país, y como fueron sus relaciones con diversas celebridades, los cuales conoció tanto bajo su alter ego, Virginia, como actuando en su vida real, la de Alejandra Duque una analista financiera con cara de no haber roto un plato.

## Antonio Salas
Este libro es el primero de la colección “Serie Confidencial” del periodista Antonio Salas, autor de diversas infiltraciones que narra en sus libros Diario de un skin, El año que trafiqué con mujeres o El Palestino.

## Impacto sobre los lectores
La forma de narrar sus experiencias y su naturalidad al abordar las escenas sexuales más eróticas, tal y como las vivió, hicieron que muchos cientos de lectores contactaran con la autora depositando en ella sus dudas y buscando su consejo, consiguiendo que, finalmente, se publicara un segundo libro en 2006 titulado Pregúntale a Virginia.